# أقفهص
قرية إقفهص هي إحدى القرى التابعة لمركز الفشن في محافظة بني سويف في جمهورية مصر العربية. حسب إحصاءات سنة 2006م، بلغ إجمالي السكان في أقفهص 14038 نسمة، منهم 7140 رجلا و6898 امرأة.